# スレート施工技能士
スレート施工技能士（スレートせこうぎのうし）は、国家資格である技能検定制度の一種で、かつて都道府県職業能力開発協会が実施していた、スレート施行に関する学科及び実技試験に合格した者をいう。2009年（平成21年）、受験者減少により廃止された。